# Championnats du monde de cyclisme sur piste 1959
Navigation
Paris 1958 Leipzig 1960
Les championnats du monde de cyclisme sur piste 1959 se sont déroulés à Amsterdam, aux Pays-Bas. Au total, huit épreuves ont été disputées : six par les hommes (3 pour les professionnels et 3 pour les amateurs en vitesse, poursuite et demi-fond) et deux par les femmes.

## Résultats

### Hommes

#### Podiums professionnels
| Compétition            | Or                        | Argent                 | Bronze                 |
| ---------------------- | ------------------------- | ---------------------- | ---------------------- |
| Vitesse individuelle   | Antonio Maspes Italie     | Michel Rousseau France | Jan Derksen Pays-Bas   |
| Poursuite individuelle | Roger Rivière France      | Albert Bouvet France   | Jean Brankart Belgique |
| Demi-fond              | Guillermo Timoner Espagne | Walter Bucher Suisse   | Norbert Koch Pays-Bas  |

#### Podiums amateurs
| Compétition            | Or                              | Argent                   | Bronze                            |
| ---------------------- | ------------------------------- | ------------------------ | --------------------------------- |
| Vitesse individuelle   | Valentino Gasparella Italie     | Sante Gaiardoni Italie   | André Gruchet France              |
| Poursuite individuelle | Rudi Altig Allemagne de l'Ouest | Mario Vallotto Italie    | Willy Trepp Suisse                |
| Demi-fond              | Arie van Houwelingen Pays-Bas   | Bernard Deconinck France | Lothar Meister Allemagne de l'Est |

### Femmes
| Compétition            | Or                                | Argent                                        | Bronze                               |
| ---------------------- | --------------------------------- | --------------------------------------------- | ------------------------------------ |
| Vitesse individuelle   | Galina Ermolaeva Union soviétique | Valentina Maximova-Pantilova Union soviétique | Jean Dunn Royaume-Uni                |
| Poursuite individuelle | Beryl Burton Royaume-Uni          | Elsy Jacobs Luxembourg                        | Ludmilla Kotchetova Union soviétique |

## Tableau des médailles
| Rang | Nation               | Or | Argent | Bronze | Total |
| ---- | -------------------- | -- | ------ | ------ | ----- |
| 1    | Italie               | 2  | 2      | 0      | 4     |
| 2    | France               | 1  | 3      | 1      | 5     |
| 3    | Union soviétique     | 1  | 1      | 1      | 3     |
| 4    | Pays-Bas             | 1  | 0      | 2      | 3     |
| 5    | Royaume-Uni          | 1  | 0      | 1      | 2     |
| 6    | Espagne              | 1  | 0      | 0      | 1     |
| 6    | Allemagne de l'Ouest | 1  | 0      | 0      | 1     |
| 8    | Suisse               | 0  | 1      | 1      | 2     |
| 9    | Luxembourg           | 0  | 1      | 0      | 1     |
| 10   | Allemagne de l'Est   | 0  | 0      | 1      | 1     |
| 10   | Belgique             | 0  | 0      | 1      | 1     |
|      | TOTAL                | 8  | 8      | 8      | 24    |